# Life - Vivere per vivere
Life - Vivere per vivere (ライフ?, Raifu) è un manga scritto e disegnato da Keiko Suenobu. Il manga è iniziato con la serializzazione sulla rivista Bessatsu Friend della casa editrice Kodansha dal 7 agosto 2002 al 7 aprile 2009. Venne pubblicato anche in Italia da Panini Comics dal 14 luglio 2005 al 24 ottobre 2010.
È un titolo molto discusso per le tematiche affrontate, come il bullismo e le violenze a scuola. L'autrice aveva già fatto parlare di sé con il volume autoconclusivo Vitamin, manga ambientato a scuola dove la protagonista veniva seviziata dai propri compagni, ma in Life tutte queste vicende sono inasprite dalle macchinazioni di una ragazza dalla doppia personalità che arriva a toccare i limiti della pazzia.
Ne è stato tratto un dorama live action in 11 puntate andato in onda su Fuji TV nel 2007.

## Trama
Ayumu Shiba è una ragazzina all'ultimo anno delle medie e come tutti i suoi compagni di classe deve affrontare gli esami di ammissione al liceo. Legatissima all'amica Yuko Shinozuka, vuole tentare l'ammissione allo Nishidate, prestigioso liceo scelto da Yuko; ma non è una brava studentessa, mentre Yuko è la migliore della classe. Il rischio di non poter frequentare lo stesso liceo spaventa Shiba, anche se Yuko le promettere eterna amicizia anche oltre la scuola. Shiba non si arrende e studia giorno e notte, arrivando a tagliarsi il dorso della mano con l'ago di un compasso per non addormentarsi. I voti della ragazza cominciano a migliorare, mentre Yuko comincia ad esserne invidiosa. Arriva infine l'esame di ammissione al Nishidate: Yuko totalizza 240 punti e Shiba 247. Shiba viene così ammessa, mentre Yuko no; la loro amicizia termina e Yuko accusa Shiba di averla tradita.
Per la perdita dell'amica Shiba diventa autolesionista; si isola dal resto della nuova classe e si infligge tagli sulle braccia. Manami, una bella ragazza, farà amicizia quasi con prepotenza con Shiba e le presenta le sue quattro amiche del cuore e il suo ragazzo Katsumi. Shiba sembra quasi felice ma nonostante tutto si sente soffocare e continua a tagliarsi, non può parlare con le altre compagne di classe perché il gruppo le definisce "sfigate" e quindi sono off limits, non può parlare con Hatori, una ragazza particolarmente affascinante, perché il gruppo non lo sopporta...insomma, una sorta di regime.
Katsumi nel frattempo litiga con Manami e la lascia creando un forte dolore nella ragazza che ben presto si ammala d'amore e tenta il suicidio. Nello stesso periodo (periodo delle piogge) Shiba si bagna per strada e Katsumi la invita a casa sua per asciugarsi e lì la ragazza scopre un album di fotografie pornografiche di studentesse legate ed ammanettate. Il ragazzo si accorge che Shiba ha scoperto tutto ma fa finta di nulla. Il giorno dopo Shiba, sempre preoccupata per Manami, chiede a Katsumi l'indirizzo di casa della ragazza per portarle i compiti e sapere il suo stato di salute ma l'indirizzo è relativo a un secondo appartamento del ragazzo: Shiba è in trappola e con la violenza e l'uso di un pugnale, Katsumi le fa delle fotografie da aggiungere al suo prezioso album.
Ben presto la morbosa attenzione di Katsumi nei confronti di Shiba salta all'occhio di Hirose, Emi, Iwa e Chika, le quattro amiche di Manami che racconteranno alla ragazza che l'innocente Shiba sta tentando di soffiarle il ragazzo: è l'inizio della fine.
Manami e le quattro amiche subiscono una trasformazione. Picchiano, umiliano, bastonano Shiba fino allo sfinimento ma la cosa peggiore è che la classe si diverte perché "Manami fa così" e allora tutti si sentono legittimati a bullizzare la ragazza.
In classe c'è sempre Hatori che la osserva e diventano amiche. Hatori cerca di consolare Shiba dicendo di stringere i denti e di resistere ma quando scopre le cicatrici sul braccio cambia atteggiamento: sprona in tutti i modi Shiba di smetterla di tagliarsi, di volersi più bene, di amarsi e di vivere. Shiba ha finalmente una vera amica che l'aiuta ma smettere di tagliarsi è difficile. Un giorno, dopo l'ennesima vessazione subìta, Shiba vuole sparire e si sfoga con la taglierina ma il taglio è profondo e il sangue non si ferma: la paura l'assale e le vengono in mente le immagini di un reportage visto il giorno prima con la propria famiglia proprio sull'autolesionismo e le balza in testa i commento della sorella "mamma che schifo tutte quelle cicatrici".
Tra il terrore di essere scoperta dalla famiglia, la forza trasmessa di Hatori e forse anche un minimo di orgoglio personale, Shiba riesce a liberarsi definitivamente della taglierina che da sempre l'accompagnava nascosta nella tasca della sua divisa.
Ma se si è liberata dell'autolesionismo, di certo le angherie contro di lei non diminuiscono, anzi...aumentano! Manami è completamente folle, il suo unico desiderio è distruggere Shiba e Hatori che l'appoggia e per arrivare ai suoi obiettivi arriva anche a cedere il suo corpo ad Akira, un teppista amico dai tempi delle medie che fa il lavoro sporco. Per questo, ed altri motivi, farà pestare il suo ragazzo Katsumi così da farlo finire il ospedale e per giustificare il tutto viene simulato uno scippo. L'altro lavoro sporco, e il più grave, è il rapimento di Hatori e Shiba con l'intenzione di rinchiuderle in un ospedale abbandonato e lasciarle in balìa del resto della banda. Akira è pronto con la telecamera a riprendere lo stupro di gruppo per rendere felice la sua Manami ma qualcosa va storto e tra calzi vari le ragazze riescono a evitare la tragedia. Nel tentativo delle due ragazze di difendersi scoppia un incendio. I ragazzi scappano lasciando le ragazze ammanettate al letto, che dopo tanto fumo inalato riescono a liberarsi. Nel frattempo arriva Sonoda, compagno di classe unitosi a loro due, allarmato da una telefonata fatta di nascosto dalla stessa Shiba in cui urlava aiuto. Il suo arrivo è tempestivo, Sonoda si trova a viso scoperto con Akira... Anche loro si conoscono dai tempi delle medie e Sonoda era il giocattolo preferito del ragazzo ma stavolta i ruoli sono invertiti. Conscio di quello che stavano facendo alle ragazze, il ragazzo libera tutta l'ira sopita da anni dentro di sé e picchia selvaggiamente Akira spingendolo infine giù dalla finestra con la vana speranza di averlo liquidato definitivamente. 
Il giorno dopo la scuola tenta di insabbiare tutto raccontando che Shiba e Hatori sono state vittime di un incidente automobilistico ma Sonoda non avrà problemi nel raccontare a tutti cosa è realmente successo.
I sospetti ovviamente ricadono su Manami, difesa dalle sue ormai guardie del corpo ma questa sorta di faida comincia a essere scomoda sia per la classe che per il corpo insegnanti e tutti danno la colpa a Shiba visto che Manami è figlia di un uomo molto influente in Giappone. Anche se Manami ha finto di piangere disperata alla notizia dell'arresto dei colpevoli dell'incendio, accusati anche per il pestaggio di Katsumi, la professoressa Toda comincerà ad avere in mente l'immagine fissa di Shiba che piangendo le ha chiesto "Ma lei ha mai pensato a come mi sento io?". Toda comincia ad avere dei ripensamenti e Manami passa alle maniere forti: si sporca con terra, fango, si strappa la divisa presentandosi a casa. I genitori allibiti chiedono cosa è successo e lei piangendo dirà che Shiba e Hatori la seviziano. Contemporaneamente Hirose scopre il lato oscuro di Manami e che è stata proprio lei che ha organizzato il rapimento a scopo di stupro sfruttando Akira ma la ragazza è stata zittita da un'evidente minaccia di morte.
Come ogni genitore potente il signore Anzai si presenta a scuola e chiede al preside di espellere le due ragazze, il preside fa inchinare a forza le due dicendo che ormai le ragazze si sono amaramente pentite di quello che hanno fatto a Manami ma c'è un colpo di scena: Shiba si alza e denuncia davanti a tutti che è lei la maltrattata e che a capo di tutti c'è proprio Manami, reclama una vita normale e accusa tutta la classe di aver partecipato alle sevizie da lei subite. Il signor Anzai chiede l'intervento del corpo docenti e della polizia di indagare sulla verità, in quanto è certo dell'innocenza di sua figlia.
Dopo questo colpo di scena, Emi in classe urlerà a Shiba che è stata lei a cominciare perché ha tentato di rubare ma interverrà Hatori con "E se ciò non fosse vero? Voi che cosa sapete esattamente? Che cosa avete visto?" scatenando l'ira di Emi che accusa Hatori di credere a Shiba ma dopo la sua risposta "L'unica cosa che so è che Shiba non mente" riferito al gruppetto mentre le frasi "E voi potete dire lo stesso? Siete certe che Anzai e le vostre amiche dicano sempre la verità? Ci mettereste la mano sul fuoco?" sono riferite al resto della classe. Sentendo le ultime parole Hirose ha un mancamento perché non si fida più di Manami, tace per la minaccia ricevuta, la confessione dell'amica è troppo pesante e comincia a dubitare pubblicamente di Manami creando così un gelo collettivo.
Hirose si è definitivamente scavata la fossa con le sue mani, Manami è isolata insieme alle sue tre amiche mentre il resto della classe comincia ad avere seri dubbi sulla credibilità di Manami del suo gruppetto, ma la vendetta della ragazza, definitivamente impazzita, si allarga anche nei confronti della "traditrice" Hirose.
La punizione per Hirose non tarda a giungere e l'isolamento è solo l'inizio, ma la ragazza ha una luce di speranza: le vacanze estive. Vacanze estive che per il primo anno saranno però annullate a seguito dei recenti avvenimenti: Hirose capirà subito cosa sarebbe successo nel mese seguente (Manami comunque lo precisa: le cicale muoiono alla fine dell'estate) e quindi, disperata, si getta dal tetto della scuola. La ragazza comunque si salverà, rigettando però nel caos l'istituto.
Le vacanze arrivano comunque e le protagoniste si concedono una settimana fuori: Ayumi va nel villaggio dove è cresciuta Miki, Manami invece invita le sue amiche in una sua villa fuori città, però Iwa abbandona il gruppo (successivamente si saprà che la ragazza ha proprio cambiato città per sfuggire a Manami) mentre Chika ed Emi sono sempre più impaurite dalla loro amica e carceriera. Ma il ritorno a scuola per Manami è ancora peggiore, infatti nella scuola la voce che lei avesse isolato Hirose sta iniziando a girare e si sommano anche a quelle che la vedrebbero come aguzzina di Ayumu, così tenta una mossa strategica: ricatta Hirose e la obbliga a confessare tutte le malefatte commesse invece da Manami. I professori si impegneranno a fondo affinché questa sembri la verità, ma una voce esce dal coro, è la professoressa Hiraoka, viceresponsabile della classe delle ragazze, la quale ha nel frattempo raccolto le testimonianze degli alunni che vedono Manami come la colpevole. A Manami sarà sufficiente una scenata in famiglia per far sì che il padre la faccia trasferire.
Contemporaneamente anche Katsumi sta tendendo la sua tela di intrighi e ha messo nel mirino la Toda, stressata dalla situazione della classe: l'obbiettivo è chiaro, ingraziarsela per poterla sfruttare in caso i problemi di Manami dovessero riversarsi anche su di lui. La Toda cede alla lusinghe del ragazzo, tanto da rinascere, ma Emi e Chika la scoprono e di conseguenza Manami: ora è lei a poter ricattare Katsumi e la Toda. La ragazza non si fa scappare l'occasione anche perché ha bisogno di dare il colpo di grazia a Miki ed Ayumu, infatti è riuscita a costruire una buona trama di bugie però comunque l'ombra del sospetto ancora le è addosso, anche perché comunque molti sono i testimoni contro di lei.
La Toda comunque si dimostrerà subito molto collaborativa, del resto lei stessa odia Ayumu e Miki e quindi dare scacco alle due non è in fondo una cosa cui le dispiaccia particolarmente, il piano è semplice e diabolico: sorprendere Miki con un bigliettino durante gli esami di settembre. Su Miki la scuola ha chiuso diversi occhi (lavora come coniglietta in un night e salta molte lezioni) solo per i suoi voti (supera perfino Katsumi), ma questo scandalo è sufficiente a metterla alla berlina. La stessa Manami si dimostra soddisfatta dell'accaduto, trovandolo un piano perfetto, ma ecco che insorge il fattore imprevisto: la classe. La stessa classe si ribella a quello che sta accadendo, nonostante Miki venga poco a scuola sono tutti certi che lei non copi e tutti si girano a fissare quella che reputano la colpevole: Manami. La ragazza ne rimane scossa, del resto lei non ha fatto nulla (per una volta davvero) eppure il suo castello di bugie le crolla addosso: tutta la classe è sicura sia stata lei a cacciare la Hiraoka, a far tentare il suicidio a Hirose e poi farla mentire, a perseguitare Ayumu e Miki fino a spingere Akira a fare quello che ha fatto: è lei la colpevole di tutto. La Toda intanto spiega ad Ayumu le sue ragioni (sostanzialmente non sopportava due ragazze così estranee alla sua condotta di vita) e inoltre fa il nome di Manami affermando che comunque lei ha agito per ingraziarsi la ragazza.
Mentre i professori organizzano come risolvere lo scandalo (intanto la Toda ha anche rivelato di Katsumi), Chika decide definitivamente di rompere con Manami e voltarle le spalle ed Emi, di malumore, fa lo stesso, per non restare sola, lasciando completamente sola Manami. Chika cercherà anche di ingraziarsi Ayumu (ormai Chika è la leader del nuovo "branco" costituito da lei, Emi e dalle amiche "racchie" che inizialmente Manami non considerava e che poi aveva usato per i suoi dispetti ad Ayumu) per far scivolare definitivamente lo scandalo tutto su Manami, ma ovviamente la ragazza le darà dell'ipocrita, ignorandone le finte scuse (con tanto di collirio negli occhi).
La controffensiva della scuola allo scandalo è forte, rapida e disperata: la Toda rassegna le dimissioni, le vicende di Katsumi sono completamente celate e ovviamente Miki non ha copiato, tuttavia Ayumu trova i professori e li attacca ricordando loro quanto detto davanti a lei dalla Toda, contemporaneamente anche Manami esplode contro i professori (per lei la Toda era l'unica ancora di salvezza da tutte le accuse che ha addosso) ma nuovamente la classe, anzi, l'intera scuola esplode contro la ragazza: ormai è dichiarata colpevole di tutti gli avvenimenti che hanno destabilizzato il loro istituto (Chika in questo ha contribuito curandosi bene di infarcire i suoi racconti con la fantasia, cosa che Emi si curerà ben dal dire): tutta la classe si scaglia contro Manami.
Manami corre disperata per i corridoi letteralmente braccata da tutti gli alunni della scuola, ma la sua corsa finisce sopra una fila di armadietti all'ingresso: è circondata da un'orda inferocita che le urla di inginocchiarsi e chiedere perdono. Sono presenti anche Katsumi, Ayumu, Miki, Chika ed Emi, atterriti dalla violenza dei loro compagni, anche se la più scossa è proprio Ayumu: lei non ha mai voluto vendetta.
Manami cerca la via di fuga verso la porta a vetri ma qui viene stoppata da un ragazzo che le lancia contro un quaderno, che la colpisce di rimbalzo tagliandole la fronte. Il destino vuole che quel quaderno sia di Emi e che contenga tutte le istantanee che la ragazza ha fatto a inizio anno, c'è la famosa foto di Ayumu e lei, quelle con Katsumi, quelle col suo branco, quando lei era la principessa del branco. Le foto si macchiano una ad una del suo sangue e questa è la goccia che scatena la furia della ragazza, che si arma di spazzolone e grida "Io non mi inginocchierò mai".
Tuttavia questo urlo prima genera terrore, ma poi, lentamente, scatena un'ondata di risate: Manami nel prendere lo spazzolone ha letteralmente distrutto il vetro dietro di lei: la ragazza ha appena mostrato la sua ferocia e contemporaneamente anche la sua completa e definitiva follia.
I compagni iniziano a ridere e lei cerca nuovamente di incutere loro quantomeno timore, ma un compagno ha un'idea folle: scatta una foto. Immediatamente tutti inforcano il loro cellulare e fanno lo stesso: un simile "spettacolo" non si ripeterà più; Manami ora è un fenomeno da baraccone che viene invitata a dar ancora di matto: è il suo inferno.
La ragazza perde le energie e si lascia scortare via dai professori mentre Ayumu e altri rabbrividiscono nel vedere la crudeltà dei loro coetanei, ma il più atterrito è Katsumi, che vede l'ombra di Manami e della sua follia ricadergli addosso, tanto che fugge, finendo però con l'attivare l'allarme antincendio, cosa che viene smascherata immediatamente, convincendo tutti che Katsumi ha cercato di salvare la ragazza.
Manami sente le persone che pensano questo del suo ex e ritorna in sé vedendo una luce di speranza nella sua storia con Katsumi, quindi fugge via, scappando dal buco che lei stessa ha creato. Ayumu decide di seguirla, nonostante Miki la implori di non farlo, in un primo momento la insegue per assicurarsi che Manami, ancora sotto shock, non faccia qualche stupidaggine, ma lentamente si fa strada un altro pensiero: vuole sapere il perché di tanta ferocia contro di lei.
Miki rimane nell'istituto, completamente nel panico (è terrorizzata al pensiero che Manami possa fare del male ad Ayumu) e quindi parte con Sonoda alla sua ricerca. Contemporaneamente la situazione a scuola si è normalizzata, le lezioni si concludono e Katsumi è riuscito ad usare a suo vantaggio l'accaduto: tutti lo credono un santo che, nonostante tutto (compreso il pestaggio), ha cercato di proteggere la sua ex, così decide di premiarsi a casa sua consultando la sua "collezione" di schiave, ma Katsumi non sa che in casa sua sta intanto succedendo il finimondo.
Manami infatti quando riprende il pieno controllo di sé si trova in mezzo alla strada, sporca, ferita, senza soldi, così decide di andare a casa di Katsumi, trovando la seconda chiave. Ayumu nel frattempo cerca l'ex amica e dopo un po' giunge alla stessa conclusione dell'altra e, affrontando le sue paure, raggiunge la casa dove aveva scoperto il vizio di Katsumi.
Manami intanto torna alla realtà del tutto e comprende che Katsumi ha gettato via tutti i loro ricordi e intanto vede Ayumu al citofono: è lei la colpevole di tutto. La getta in casa e l'aggredisce, ma Ayumu riesce a fermarla, aprendole il cuore rivelandole quanto per lei sia contata, visto che è stata la prima ragazza a rivolgerle la parola, aiutandola ad uscire dal baratro dell'autocommiserazione.
Manami ascolta in silenzio, poi scoppia a ridere e rivela l'arida verità: l'ha scelta solo perché non era poi così brutta (le "racchie" le fanno ribrezzo) e soprattutto aveva l'aria di una che non si sarebbe mai ribellata, proprio per questo Manami era stata così feroce nella sua punizione quando aveva sospettato di lei e Katsumi: Ayumu aveva osato mettere in dubbio la sua leadership, proprio lei che era la più innocua e succube; tuttavia Ayumu alle sue angherie si era ribellata, dopo un po' (Manami stessa ammetterà che l'altra è cambiata), e con i suoi occhi insolenti l'aveva spinta a punizioni sempre più severe, e così alla fine Ayumu aveva distrutto tutto ciò che lei lentamente si era costruita attorno. Ecco la ragione del suo odio: Manami le salta al collo e inizia a strozzarla e intanto Ayumu piange, non per il dolore o per la paura di morire, piange perché sentita la spiegazione si rende conto di una semplice verità: Manami Anzai è una ragazza che non è in grado di capire.

## Personaggi
Ayumu Shiba
Protagonista indiscussa del manga, è una giovane ragazza in piena crisi adolescenziale che cade nel tunnel dell'autolesionismo. Legata alla sua cara amica Yuko alle medie tenterà di entrare nel suo stesso liceo studiando fino a notte fonda. L'inizio del suo autolesionismo è legato allo studio: si ferisce con l'ago del compasso causandosi un forte dolore per non dormire. Dopo l'ammissione al liceo di Ayumu e il fallimento di Yuko l'amicizia si spezza in modo drastico causando in Ayumu una crisi profonda che la trascinerà nell'oblìo dell'autolesionismo spingendosi a ferirsi più volte con una taglierina che porta sempre con sé. A peggiorare la situazione sarà la sua nuova amica Manami al liceo e il suo relativo fidanzatino Katsumi. Ayumu per aiutare l'amica a far pace col ragazzo finisce nella trappola infernale di quest'ultimo che tenterà di violentarla. Questo episodio sarà traviato da una terza persona e Manami si convince che Ayumu ha tentato di soffiarle il ragazzo...a partire da questo momento la vita di Ayumu diventerà un inferno. Subirà umiliazioni, vessazioni e l'ira di Manami toccherà il culmine della pazzia. Una nuova persona le si avvicinerà e sarà Hatori che l'aiuterà ad uscire dall'autolesionismo e che darà una spinta a Shiba verso la ribellione e il riscatto della sua vita.
Yuko "Shii-chan" Shinozuka
È la migliore amica di Ayumu al tempo delle medie. Si sono giurate amicizia eterna anche se frequentano scuole diverse ma i fatti si sono svolti diversamente. Brillante studentessa scolastica, punta l'ammissione a un liceo severo e molto rinomato, il Nishidate. Si può dire che è stata lei a spingere Ayumu all'autolesionismo per due motivi: il desiderio di frequentare insieme lo Nishidate hanno spinto Ayumu a studiare di notte e sente per radio la storia di una ragazza che si tagliava per rimanere sveglia di notte per studiare - e Ayumu era una pessima studentessa - e la rottura della loro amicizia subito dopo la visione dei test di ammissione. Pochi giorni dopo Yuko e Ayumu si incontrano per caso per strada vestite della loro nuova uniforme. Yuko liquida quella che una volta considerava una sua carissima amica con la frase "Le persone come te dovrebbero solo sparire!". Il tutto è nato perché Yuko ha prestato gli appunti ad Ayumu e il silenzio di quest'ultima sul reale esito del test, esito taciuto per non scoraggiare l'amica.
Manami Anzai
Ragazza figlia di una delle famiglie più ricche del Giappone, Manami è molto bella e apparentemente gentile. È la classica ragazza che fa il bello e il cattivo tempo a scuola date le origini potenti della sua famiglia. È fidanzata con Katsumi e il loro non può essere certo considerato un amore vero visto che la famiglia del ragazzo preme per il matrimonio tra i giovani ma Manami è ossessionata da Katsumi. Per quanto sia dolce Manami è molto aggressiva e violenta. A causa di un pettegolezzo mal riportato, Manami è convinta che Ayumu cerchi di soffiarle il ragazzo e da quella volta è cominciata una sorta di inquisizione contro la ragazza. Ayumu in realtà era in pensiero per l'amica malata e Katsumi le ha dato l'indirizzo di casa ma in realtà quella casa era sua e non di Manami ed è così che comincia il doppio trauma, l'aggressione, le foto di lei seminuda legata ecc. ecc. ma ovviamente Manami non crede a tutto ciò e arriva a un punto di non ritorno: copula con il teppista Akira Karino in cambio di servigi particolari come il rinchiudere Ayumu e la sua alleata Hatori in un vecchio ospedale abbandonato e farle violentare da un gruppo di teppisti...ovviamente il tutto deve essere filmato.
Al suo fianco ci sono le sue fidate amiche Hirose, Emi, Chika e Iwa. Ha un'ottima influenza su di loto tanto che questo gruppetto incute timore verso le altre ragazze della classe...
Miki Hatori
È una bellissima ragazza, una studentessa brillante ma ha un carattere particolare. Frequenta saltuariamente la scuola ed è isolata dai suoi compagni di classe senza un valido motivo ma se ne è sempre fregata di tutto e di tutti.
La causa principale delle sue assenze è il lavoro part-time che svolge di nascosto: esce di casa in divisa e si cambia al lavoro per guadagnare il più possibile ed aiutare il padre.
A scuola a volte chiacchiera con Ayumu e questo non è molto gradito a Manami e le sue amiche. A differenza degli altri Hatori ha notato subito uno strano comportamento della ragazza e ha scoperto il segreto celato dietro la polsiera di Ayumu che le copre le cicatrici. Dopo tanto parlare e incoraggiamenti vari, Hatori è stata la luce che ha condotto Ayumi fuori dal tunnel dell'autolesionismo ma oltre alle cicatrici scopre le varie violenze di cui è vittima la ragazza. Hatori, insieme al loro compagno di classe Sonoda, rimane vicino ad Ayumu per far venire a galla la verità e per proteggerla dalle varie angherie di Manami.
Katsumi Sako
È il ragazzo di Manami, bello, gentile e premuroso. È diligente a scuola e va d'accordo con tutti ma persone così a volte non sono mai come appaiono. Katsumi ha un "hobby" particolare: ha un album di fotografie costantemente aggiornato ma le foto ritraggono ragazze (consenzienti) nude o seminude, legate, imbavagliate, ammanettate pronte per lo scatto fotografato. Queste immagini sono catalogate con il nome di "schiava numero 1" e così via. Per caso e anche per curiosità Ayumu scopre questo album e da allora Katsumi la ossessiona in tutti i modi possibili arrivando ad attirarla in un altro appartamento per aggredirla. Riesce con la forza a fare delle fotografie alla ragazza che si diverte a inviarle sul suo cellulare per terrorizzarla. Grazie al suo bell'aspetto riesce a ingannare la madre di Ayumu per impartire alla ragazza lezioni private ed è proprio qui che tenta di violentare seriamente Ayumu.
Katsumi sta con Manami solo per soldi, da parte sua non c'è amore ma solo interesse: suo padre infatti è un dipendente del padre di Anzai e un matrimonio con la figlia del presidente non può portare altro che servigi in casa Sako. Lui non sa della relazione di ragazza Manami con il teppistello Akira ma di certo si meritano l'un con l'altra.
Hirose, Emi, Chika e Iwa
Sono le componenti del "branco" di Manami. Hirose conosce la ragazza fin dai tempi dell'asilo e le è molto legata mentre le tre ragazze si sono aggiunte al liceo. Due di loro hanno visto Ayumu entrare nell'appartamento di Katsumi quando in realtà la ragazza era convinta fosse la casa di Manami. Da lì hanno cominciato a pensare che Ayumu approfittasse della malattia dell'amica per fregarli il ragazzo quando la realtà è ben diversa. Come se fosse un problema di vitale importanza, il quartetto affianca Manami nella sua corsa vendicativa e punitiva contro Ayumu ma si limitano solo a difendere l'amica e nel realizzare dispetti e violenze fisiche solo nell'ambito scolastico. Dopo l'episodio del sequestro di Ayumu e Hatori, l'accusa delle due vittime contro Manami, per un gioco del destino Hirose scopre che dietro tutta questa brutta storia c'era proprio Manami, ma minacciata da quest'ultima tace...Hirose nel frattempo sta cedendo e Chika, Iwa ed Emi non amano i tradimenti contro la loro Manami...
Sonoda Yuuki
Sonoda è un compagno di classe di Hatori e Ayumu. Alle medie ha subìto vessazioni e molestie da parte di Akira quando stavano nella stessa classe. È un ragazzo pauroso, silenzioso e invisibile, risultato di anni di bullismo subito per divertimento. Akira picchiava a sangue Sonoda giusto per sport e questo ha causato diversi danni psicologici al ragazzo ma un qualcosa è scattato dentro di lui. Dopo aver visto Ayumu vittima di violenze ben maggiori da quelle subìte da lui e vista la sua lenta ribellione, Sonoda si sveglia dal suo torpore e comincia a reagire pure lui. Quando incontra Akira all'interno dell'ospedale in disuso e ha scoperto cosa lui e i suoi amici avevano osato fare ad Ayumu e Hatori si scatena picchiando il ragazzo fino quasi ad ammazzarlo. Sonoda si allea con le ragazze attirando l'ira dei ragazzi in classe che stupidamente dicono "le difende perché tanto se le è portate a letto insieme" senza interessarsi sul reale motivo del bullismo di Manami Co.
Akira Karino
Ex compagno di scuola medie sia di Manami che di Sonoda. È innamorato di Manami da sempre ed è felice nel sapere che solo lui la possiede sessualmente in barba a Katsumi. È un ragazzo esaltato, un teppista membro di un suo branco. Ha diversi precedenti penali quali estorsione, vandalismo, percosse, vessazioni, furti e cose del genere. Senza volerlo lui è diventato una pedina nelle mani di Manami che gli chiede di fare il lavoro sporco. Per lei ha pestato a sangue Katsumi e ha organizzato il rapimento di Hatori e Ayumi rinchiudendole e ammanettandole per farle violentare dal resto del suo gruppo mentre lui doveva filmare il tutto per rendere felice la sua Manami. Lui non sa che a tradirlo è stata la ragazza stessa.

## Volumi
Life è stato scritto da Keiko Suenobu e serializzato dal 2002 al 2009 sulla rivista Bessatsu Friend edita da Kōdansha. In seguito i vari capitoli sono stati raccolti in venti volumi tankōbon pubblicati dal 7 agosto 2002 al 13 aprile 2009.
In Italia la serie è stata pubblicata da Panini Comics sotto l'etichetta Planet Manga nella collana Manga Superstars dal 14 luglio 2005 al 24 ottobre 2010. Nell'edizione italiana i primi sei numeri sono stati scissi in due portando così il numero totale a ventisei anziché a venti.
| Nº Ja | Nº It | Data di prima pubblicazione | Data di prima pubblicazione | Data di prima pubblicazione       |
| Nº Ja | Nº It | Giapponese                  | Giapponese                  | Italiano                          |
| ----- | ----- | --------------------------- | --------------------------- | --------------------------------- |
| 1     | 1-2   | 7 agosto 2002               | ISBN 978-4-06-341296-3      | 14 luglio 2005 11 agosto 2005     |
| 2     | 3-4   | 11 dicembre 2002            | ISBN 978-4-06-341315-1      | 15 settembre 2005 13 ottobre 2005 |
| 3     | 5-6   | 9 aprile 2003               | ISBN 978-4-06-341332-8      | 10 novembre 2005 9 dicembre 2005  |
| 4     | 7-8   | 9 luglio 2003               | ISBN 978-4-06-341343-4      | 12 gennaio 2006 9 febbraio 2006   |
| 5     | 9-10  | 12 dicembre 2003            | ISBN 978-4-06-341363-2      | 16 marzo 2006 13 aprile 2006      |
| 6     | 11-12 | 13 aprile 2004              | ISBN 978-4-06-341381-6      | 11 maggio 2006 15 giugno 2006     |
| 7     | 13    | 11 agosto 2004              | ISBN 978-4-06-341394-6      | 28 settembre 2006                 |
| 8     | 14    | 13 dicembre 2004            | ISBN 978-4-06-341410-3      | 2 febbraio 2007                   |
| 9     | 15    | 13 aprile 2005              | ISBN 978-4-06-341422-6      | 31 maggio 2007                    |
| 10    | 16    | 13 luglio 2005              | ISBN 978-4-06-341433-2      | 30 agosto 2007                    |
| 11    | 17    | 13 dicembre 2005            | ISBN 978-4-06-341457-8      | 29 novembre 2007                  |
| 12    | 18    | 13 aprile 2006              | ISBN 978-4-06-341466-0      | 28 febbraio 2008                  |
| 13    | 19    | 13 settembre 2006           | ISBN 978-4-06-341487-5      | 12 giugno 2008                    |
| 14    | 20    | 10 gennaio 2007             | ISBN 978-4-06-341505-6      | 30 ottobre 2008                   |
| 15    | 21    | 11 maggio 2007              | ISBN 978-4-06-341523-0      | 28 febbraio 2009                  |
| 16    | 22    | 13 settembre 2007           | ISBN 978-4-06-341542-1      | 28 giugno 2009                    |
| 17    | 23    | 13 febbraio 2008            | ISBN 978-4-06-341564-3      | 25 ottobre 2009                   |
| 18    | 24    | 13 giugno 2008              | ISBN 978-4-06-341579-7      | 21 febbraio 2010                  |
| 19    | 25    | 12 dicembre 2008            | ISBN 978-4-06-341601-5      | 20 giugno 2010                    |
| 20    | 26    | 13 aprile 2009              | ISBN 978-4-06-341617-6      | 24 ottobre 2010                   |

## Cast dorama
- Kie Kitano - Shiiba Ayumu
- Saki Fukuda - Anzai Manami
- Yoshihiko Hosoda - Sako Katsumi
- Takahiro Hojo - Sonoda Yuuki
- Megumi Seki - Hatori Miki
- Nanase Hoshii - Hirose Nodoka
- Haruka Suenaga - Iwamoto Midori
- Suzu Natsume - Uda Rie
- Tomoya Nakamura - Kano Akira
- Sayaka Hirano - Sato Reina
- Kenta Yamada - Endo Koichi
- Chika Uemura - Kadokura Yukino

### Altri studenti della classe 1-2
- Ryuhei Arai - Edamoto Shinya
- Yuu Hanaoka - Hozumi Tomoyasu
- Naohito Iikura - Tachibana Yoshio
- Tsubasa Ono - Nishioka Naoya
- Naoki Kubo - Suzuki Masayuki
- Daiki Watanabe - Yoshida Junpei
- Kazumi Horisawa - Negishi Miho
- Manami Saito - Terajima Akemi
- Rion Sakamoto - Kudo Satomi
- Rino Suzuki - Chiba Kami
- Aoi Nakabeppu - Maiya Chie
- Masaki Ikeda - Nomura Misaki
- Natsumi Nishida - Abe Yukari

### Insegnanti alla Nishikan
- Asaka Seto - Toda Wakae
- Miki Sakai - Hiraoka Masako
- Kenichi Yajima - Iwaki Masashi
- Satoshi Nikaido - Tasaki Yo

### Familiari
- Miki Maya - Shiiba Fumiko
- Masataka Hosoi - Shiiba Makoto
- Takehiko Ono - Anzai Daijiro
- Masanobu Katsumura - Sako Toshikatsu

### Altri
- Akane Osawa - Shinozuka Yuko
- Kazuma Yamane - Kanno Akira